# 比卡茲凱鄉
46°49′N 25°53′E / 46.817°N 25.883°E
比卡茲凱鄉（羅馬尼亞語：Comuna Bicaz-Chei, Neamț），是羅馬尼亞的鄉份，位於該國東北部，由尼亞姆茨縣負責管轄，面積110平方公里，海拔高度625米，2007年人口4,798，人口密度每平方公里44人。